# Jabłonna (Grodzisk Wielkopolski)
Pour les articles homonymes, voir Jabłonna.
Jabłonna (prononciation : [jaˈbwɔnna]) est un village polonais de la gmina de Rakoniewice dans le powiat de Grodzisk Wielkopolski de la voïvodie de Grande-Pologne dans le centre-ouest de la Pologne.
Il se situe à environ 10 kilomètres au nord-ouest de Rakoniewice (siège de la gmina), à 11 kilomètres à l'ouest de Grodzisk Wielkopolski (siège de la gmina et du powiat) et à 52 kilomètres au sud-ouest de Poznań (capitale régionale).

## Histoire
De 1975 à 1998, le village faisait partie du territoire de la voïvodie de Poznań.

Depuis 1999, Jabłonna est situé dans la voïvodie de Grande-Pologne.
Le village possède une population de 1 000 habitants en 2009.